# Колет

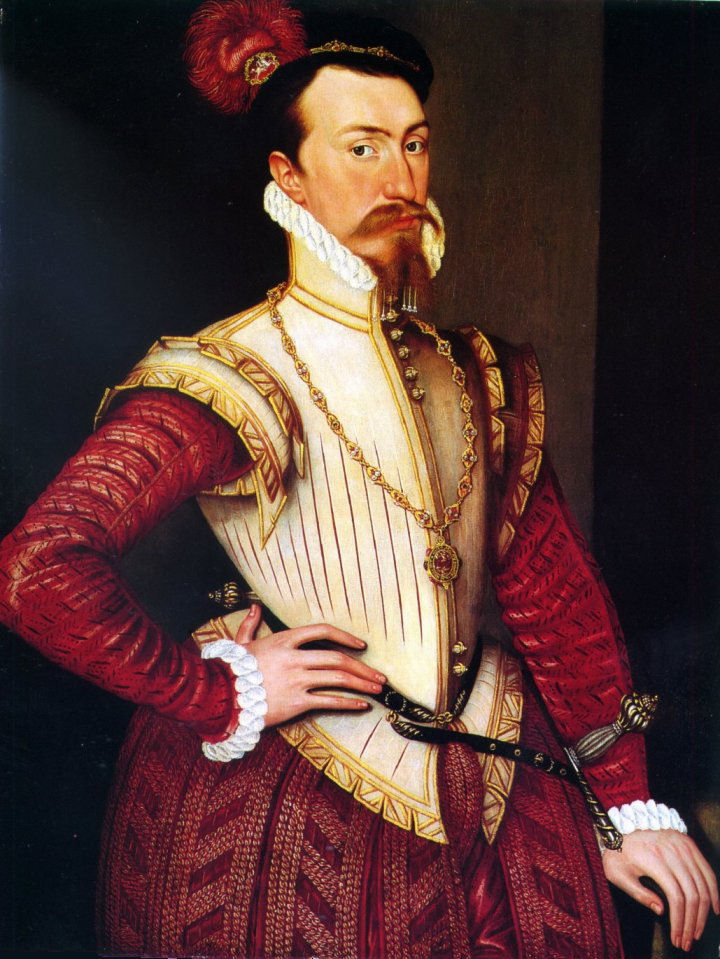
Роберт Дадли в колете 1560-х годов с прорезями, вероятно, кожаном.

Коле́т (франц. collet — «воротник»):
- мужская короткая приталенная куртка без рукавов (жилет), обычно из светлой кожи, надевавшаяся поверх дублета в XVI—XVII веках.
- род большого воротника[3] (в средневековой одежде).

В России колетом называлась плотно скроенная куртка с короткими полками, одежда некоторых конных полков, уланов и кирасиров, особая форма кирасирского мундира, застёгивавшийся на крючки. Существовал и так называемый «бычий колет» (англ. buff jerkin) — куртка из промасленной бычьей или буйволиной кожи, которую носили солдаты в XVI—XVII веках в целях защиты. Это слово также применяется к обозначению похожей одежды без рукавов, которую носили в британской армии в XX веке. Также колетом называют верхнюю часть костюма танцовщика в классическом балете.

## XVI и XVII века
Кожаные колеты XVI века часто имели прорези и отверстия — и для украшения, и для посадки по фигуре. Колет застёгивался на шее и свободно свисал над выпуклым на животе дублетом (фасон назывался вспученный от гороха, с англ. peascod-bellied). К концу века стало принято носить колет застёгнутым на талии и распахнутым сверху, так как в моду вошёл силуэт со стройной талией.
В середине XVII столетия колеты имели высокую талию и длинные полы, подобно дублетам этого же периода. В Российской империи колет как воинский мундир, делавшийся обыкновенно из лосины и застегивался на крючках, входил в состав обмундирования кирасирских полков, позже делался из сукна белого цвета.

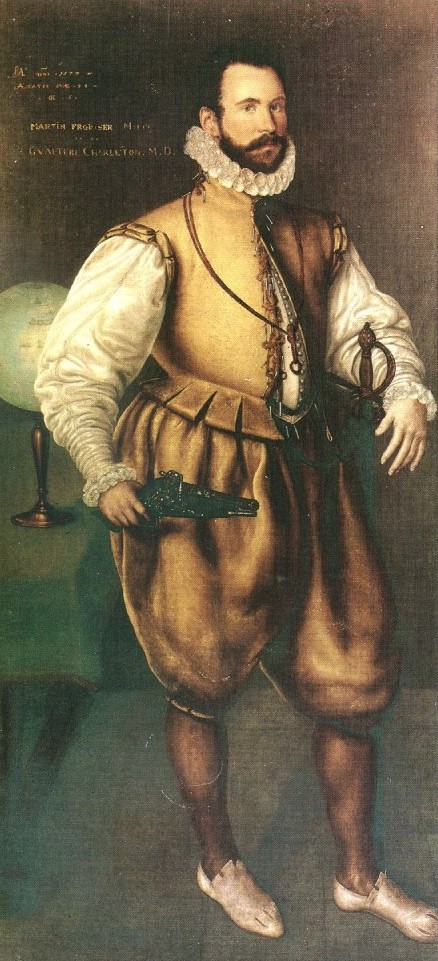
Мартин Фробишер носит колет застёгнутым на шее и открытым снизу, 1570-е гг.
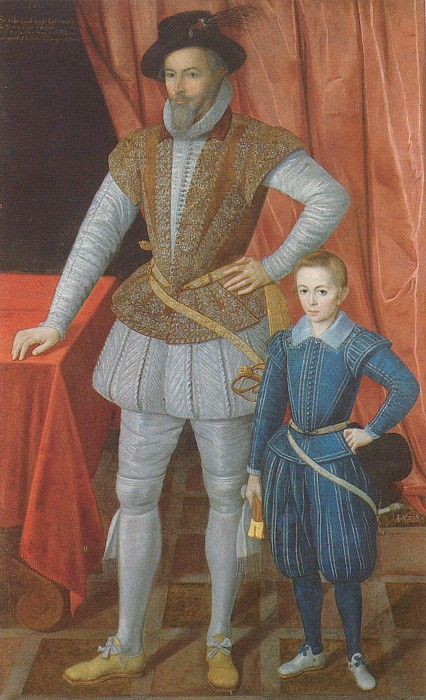
Сэр Уолтер Рэли носит колет застёгнутым на талии, 1602 г.
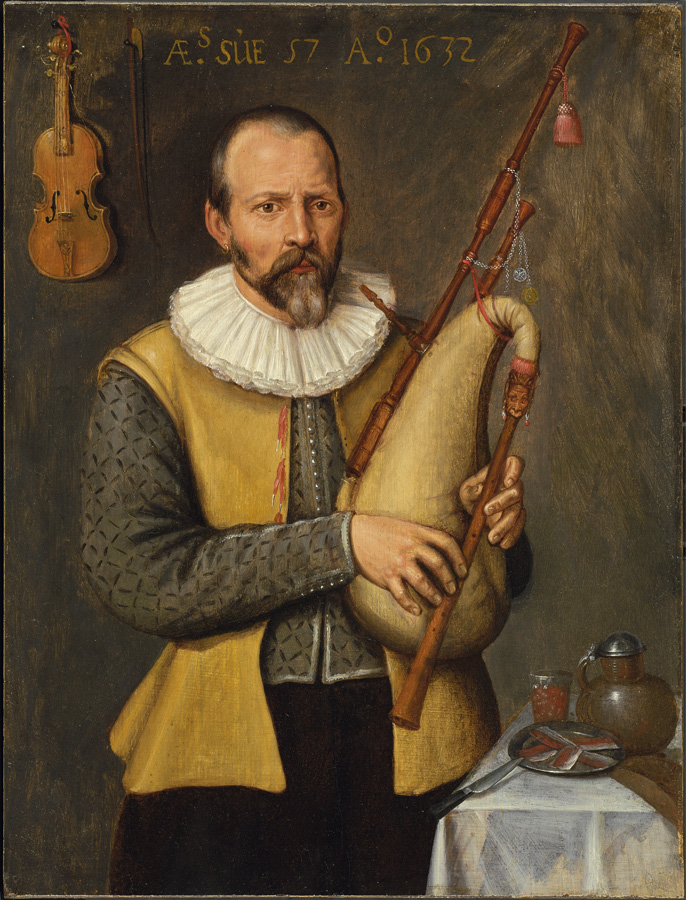
Голландский музыкант носит колет с тесёмками в качестве застёжек, 1632 г.
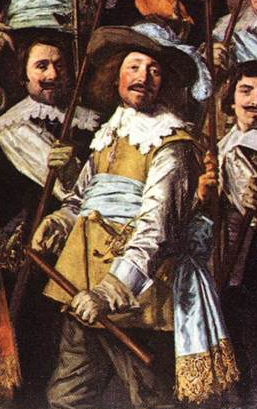
Стражники в бычьих колетах и широких поясах, ок. 1639 г., с картины Франса Хальса

## XX век
Во время Первой мировой войны в британской армии использовали в войсках коричневые кожаные колеты, чтобы защитить солдат от холода, но при этом сохранить свободу движений. У колетов имелось четыре пуговицы, а изнутри они были обшиты шерстью цвета хаки. Они были практичными, носкими и высоко ценились как среди офицеров, так и среди других чинов армии. Во время Второй мировой войны кожаные колеты были вновь использованы всеми войсками стран британского Содружества и вновь завоевали всеобщую популярность. Колеты, изготовлявшиеся в Канаде, были тёмно-коричневыми с подкладом из чёрной шерсти и отличались по внешнему виду от британских.
Колеты Второй мировой имели бакелитовые пуговицы вместо латунных. Каждый колет был неповторимым, потому что края колета внизу обрабатывались обрезками материала с тем, чтобы исключить проникновение грязи внутрь. Британская армия сделала ставку на использование таких колетов вместо шинелей.
Британский полковник Риверс-Макферсон разработал в 1942 году практичную одежду, известную как Battle Jerkin; это была разновидность английского охотничьего жилета, сделанная из кожи (был также сделан вариант из брезента) со множеством карманов, предназначенная заменить общепринятую одежду из ткани. Эта одежда была использована в штурмовых войсках во время высадки в Нормандии и широко использовалась в спецподразделениях в 1944—1945 гг.
После войны в войсках была введен незначительно отличающийся вариант колета из ПВХ.

## Определение колета в Военной энциклопедии Сытина
Колетъ, кирас. мундиръ, отличит. черты к-раго: застегиваніе на крючки и вшивка рукавовъ безъ загиба кромки стана, съ прокладкой цвѣтн. сукна въ швѣ. Первонач-но дѣлался изъ лосины, а впослѣдствіи изъ кирзы (безворсн. діагональ) бѣл. или палев. цвѣта; теперь въ Россіи дѣлается изъ сукна, а в Германіи изъ кирзы. — 

## XXI век
В HEMA фехтовании так называется короткая куртка из плотной ткани. Колет защищает тело от ударов и уколов во время тренировок и спаррингов. Ткань обычно сертифицируется как 350N или 800N на прокол.